# Eliminacje Mistrzostw Europy w Piłce Nożnej 2024/Baraże
Po zakończeniu fazy grupowej eliminacji, 4 najlepsze drużyny z dywizji A, B i C Ligi Narodów UEFA, które nie zakwalifikowały się w grupie, otrzymają możliwość dalszego walczenia o uczestnictwo w Euro 2024. W każdej dywizji drużyny zostaną rozlosowane na dwa półfinały. Po rozegraniu półfinałów, zwycięskie reprezentacje rozegrają mecze finałowe. Zwycięzcy finałów zagrają w fazie grupowej Euro 2024.
Uwaga: W przypadku, gdy w danej dywizji nie będzie odpowiedniej ilości drużyn, to w pierwszej kolejności dołącza się do niej najlepszą drużynę dywizji D, która nie uzyskała awansu. Jeśli wciąż ilość drużyn nie wynosi 4, to następnie dołącza się kolejne drużyny według rankingu, z zastrzeżeniem, że do wyższej dywizji nie mogą zostać dołączeni zwycięzcy grup Ligi Narodów z dywizji B lub C.

## Liga Narodów UEFA – ranking
| Dywizja A | Dywizja A  | Dywizja A |
| Rank      | Zespół     |           |
| --------- | ---------- | --------- |
| 1 ZG      | Hiszpania  |           |
| 2 ZG      | Chorwacja  |           |
| 3 ZG      | Włochy     |           |
| 4 ZG      | Holandia   |           |
| 5         | Dania      |           |
| 6         | Portugalia |           |
| 7         | Belgia     |           |
| 8         | Węgry      |           |
| 9         | Szwajcaria |           |
| 10        | Niemcy     |           |
| 11        | Polska     |           |
| 12        | Francja    |           |
| 13        | Austria    |           |
| 14        | Czechy     |           |
| 15        | Anglia     |           |
| 16        | Walia      |           |

| Dywizja B | Dywizja B            | Dywizja B |
| Rank      | Zespół               |           |
| --------- | -------------------- | --------- |
| 17 ZG     | Izrael               |           |
| 18 ZG     | Bośnia i Hercegowina |           |
| 19 ZG     | Serbia               |           |
| 20 ZG     | Szkocja              |           |
| 21        | Finlandia            |           |
| 22        | Ukraina              |           |
| 23        | Islandia             |           |
| 24        | Norwegia             |           |
| 25        | Słowenia             |           |
| 26        | Irlandia             |           |
| 27        | Albania              |           |
| 28        | Czarnogóra           |           |
| 29        | Rumunia              |           |
| 30        | Szwecja              |           |
| 31        | Armenia              |           |
| 32        | Rosja                |           |

| Dywizja C | Dywizja C          | Dywizja C |
| Rank      | Zespół             |           |
| --------- | ------------------ | --------- |
| 33 ZG     | Gruzja             |           |
| 34 ZG     | Grecja             |           |
| 35 ZG     | Turcja             |           |
| 36 ZG     | Kazachstan         |           |
| 37        | Luksemburg         |           |
| 38        | Azerbejdżan        |           |
| 39        | Kosowo             |           |
| 40        | Bułgaria           |           |
| 41        | Wyspy Owcze        |           |
| 42        | Macedonia Północna |           |
| 43        | Słowacja           |           |
| 44        | Irlandia Północna  |           |
| 45        | Cypr               |           |
| 46        | Białoruś           |           |
| 47        | Litwa              |           |
| 48        | Gibraltar          |           |

| Dywizja D | Dywizja D     | Dywizja D |
| Rank      | Zespół        |           |
| --------- | ------------- | --------- |
| 49 ZG     | Estonia       |           |
| 50 ZG     | Łotwa         |           |
| 51        | Mołdawia      |           |
| 52        | Malta         |           |
| 53        | Andora        |           |
| 54        | San Marino    |           |
| 55        | Liechtenstein |           |

Oznaczenia:
- ZG – zwycięzca grupy w Lidze Narodów
- – zespół awansował na turniej finałowy drogą eliminacji
- – gospodarz turnieju finałowego
- – zespół rozegra baraże o awans na Euro (i nie zakwalifikował się drogą eliminacji)
- – zespół wykluczony z rozgrywek

Uczestnicy baraży:
| Ścieżka A | Ścieżka A |
| --------- | --------- |
| 1.        | Polska    |
| 2.        | Walia     |
| 3.        | Finlandia |
| 4.        | Estonia   |

| Ścieżka B | Ścieżka B            |
| --------- | -------------------- |
| 1.        | Izrael               |
| 2.        | Bośnia i Hercegowina |
| 3.        | Ukraina              |
| 4.        | Islandia             |

| Ścieżka C | Ścieżka C  |
| --------- | ---------- |
| 1.        | Gruzja     |
| 2.        | Grecja     |
| 3.        | Kazachstan |
| 4.        | Luksemburg |

## Ścieżka A
| Drużyna 1 | Wynik        | Drużyna 2 |
| Półfinały | Półfinały    | Półfinały |
| --------- | ------------ | --------- |
| Polska    | 5:1          | Estonia   |
| Walia     | 4:1          | Finlandia |
| Finał     |              |           |
| Walia     | 0:0 (k. 4:5) | Polska    |

### Półfinały
| 21 marca 2024 20:45 CET | Polska · Frankowski 22' · Zieliński 50' · Piotrowski 70' · Mets 74' (sam.) · Szymański 77' | 5:1(1:0)Raport | Estonia · 78' Vetkal | Stadion Narodowy, Warszawa Widzów: 53 868 Sędzia: Slavko Vinčić |
|                         |                                                                                            |                |                      |                                                                 |

| 21 marca 2024 20:45 CET | Walia · Brooks 3' · Williams 38' · Johnson 47' · James 86' | 4:1(2:1)Raport | Finlandia · 45' Pukki | Cardiff City Stadium, Cardiff Widzów: 32 162 Sędzia: István Kovács |
|                         |                                                            |                |                       |                                                                    |

### Finał
| 26 marca 2024 20:45 CET                    | Walia | 0:0 (dogr.) k. 4:5(0:0, 0:0, 0:0)Raport                  | Polska | Cardiff City Stadium, Cardiff Widzów: 31 876 Sędzia: Daniele Orsato |
|                                            |       |                                                          |        |                                                                     |
|                                            |       | Rzuty karne                                              |        |                                                                     |
| Davies · Moore · Wilson · Williams · James |       | Lewandowski · Szymański · Frankowski · Zalewski · Piątek |        |                                                                     |

## Ścieżka B
| Drużyna 1            | Wynik     | Drużyna 2 |
| Półfinały            | Półfinały | Półfinały |
| -------------------- | --------- | --------- |
| Izrael               | 1:4       | Islandia  |
| Bośnia i Hercegowina | 1:2       | Ukraina   |
| Finał                |           |           |
| Ukraina              | 2:1       | Islandia  |

### Półfinały
| 21 marca 2024 20:45 CET | Izrael · Zahavi 31' (k) | 1:4(1:2)Raport | Islandia · 39', 83', 87' Guðmundsson · 42' Traustason | Stadion im. Ferenca Szuszy, Budapeszt Widzów: 1226 Sędzia: Anthony Taylor |
|                         |                         |                |                                                       |                                                                           |

| 21 marca 2024 20:45 CET | Bośnia i Hercegowina · Matwijenko 56' (sam.) | 1:2(0:0)Raport | Ukraina · 85' Jaremczuk · 88' Dowbyk | Bilino Polje, Zenica Widzów: 10 992 Sędzia: Felix Zwayer |
|                         |                                              |                |                                      |                                                          |

### Finał
| 26 marca 2024 20:45 CET | Ukraina · Cyhankow 54' · Mudryk 84' | 2:1(0:1)Raport | Islandia · 30' Guðmundsson | Tarczyński Arena, Wrocław Widzów: 29 310 Sędzia: Clément Turpin |
|                         |                                     |                |                            |                                                                 |

## Ścieżka C
| Drużyna 1 | Wynik        | Drużyna 2  |
| Półfinały | Półfinały    | Półfinały  |
| --------- | ------------ | ---------- |
| Gruzja    | 2:0          | Luksemburg |
| Grecja    | 5:0          | Kazachstan |
| Finał     |              |            |
| Gruzja    | 0:0 (k. 4:2) | Grecja     |

### Półfinały
| 21 marca 2024 18:00 CET | Gruzja · Ziwziwadze 40', 63' | 2:0(1:0)Raport | Luksemburg | Stadion im. Borisa Paiczadze, Tbilisi Widzów: 51 404 Sędzia: José María Sánchez Martínez |
|                         |                              |                |            |                                                                                          |

| 21 marca 2024 20:45 CET | Grecja · Bakasetas 9' · Pelkas 15' · Ioannidis 37' · Kourbelis 40' · Marochkin 85' (sam.) | 5:0(4:0)Raport | Kazachstan | OPAP Arena, Ateny Widzów: 25 200 Sędzia: Danny Makkelie |
|                         |                                                                                           |                |            |                                                         |

### Finał
| 26 marca 2024 18:00 CET                                         | Gruzja | 0:0 (dogr.) k. 4:2(0:0, 0:0, 0:0)Raport      | Grecja | Stadion im. Borisa Paiczadze, Tbilisi Widzów: 44 000 Sędzia: Szymon Marciniak |
|                                                                 |        |                                              |        |                                                                               |
|                                                                 |        | Rzuty karne                                  |        |                                                                               |
| Kochorashvili · Dawitaszwili · Mikautadze · Dwali · Kwekweskiri |        | Bakasetas · Masuras · Buchalakis · Jakumakis |        |                                                                               |